# Ziethen (Lauenburgo)

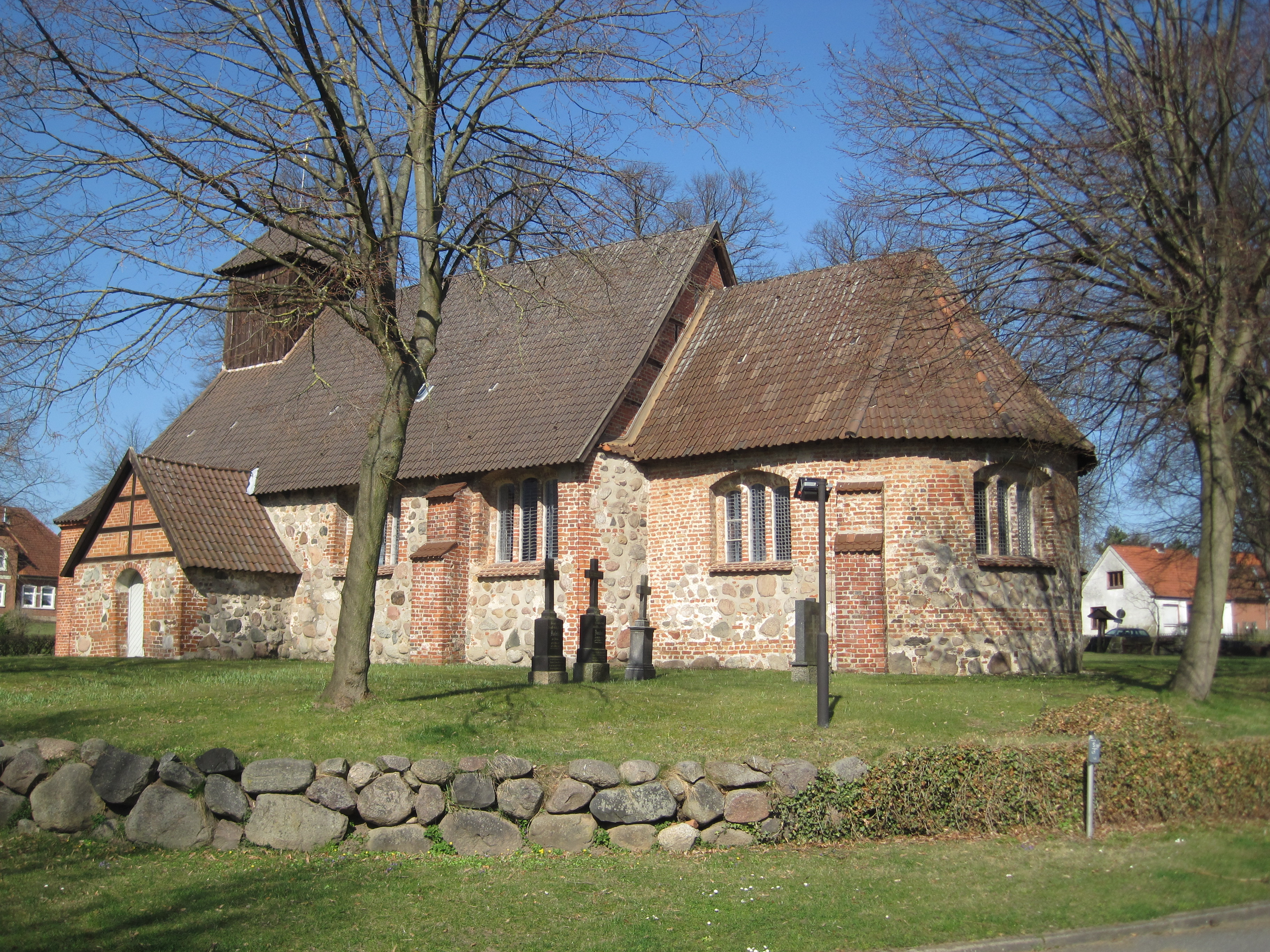

Ziethen é um município da Alemanha, distrito de Lauenburgo, estado de Schleswig-Holstein.